# Rik Jaeken
Rik (Hendricus), baron Jaeken (Bocholt, 15 juli 1949) is een Belgisch ondernemer en bestuurder.

## Levensloop
Jaeken is industrieel ingenieur, hij begon zijn beroepsloopbaan in 1971 bij het softwarebedrijf ICSystems. In 1978 was hij oprichter van het technologiebedrijf ASAC, waarvan hij tevens directeur was. Na de overname van dit bedrijf door het Nederlandse Multihouse trad hij toe tot het management. In 1987 werd hij lid van de raad van bestuur en het jaar daarop voorzitter van de raad van bestuur van Multihouse. In 1996 werd Jaeken zelfstandig bedrijfsconsulent. In 1995 richtte hij samen met zijn zoon Raf Jaeken het speedboot-bedrijf Cintec Yachting op.
Eveneens in 1995 werd hij aangesteld tot voorzitter van de Nationaal Christelijk Middenstandsverbond (NCMV) Limburg. Na het aftreden van Paul Plasschaert als nationaal voorzitter van het NCMV ten gevolge van zijn aanhouding op verdenking van prijsafspraken bij werken voor de Vlaamse Overheid, werd Jaeken aangesteld tot waarnemend voorzitter van deze organisatie. In november 1999 werd, tezamen met zijn aanstelling tot voorzitter van deze organisatie, door de algemene vergadering besloten tot de omvorming van de NCMV naar de Unie van Zelfstandige Ondernemers (UNIZO). De naamswijziging werd feitelijk doorgevoerd op 28 mei 2000. Jaeken oefende dit mandaat uit tot 2007 toen hij werd opgevolgd door Flor Joosen.
Voorts was hij ondervoorzitter van Trias, een NGO die zich richt op het ontwikkelen van zelfstandig ondernemen in ontwikkelingslanden. In 2008 werd hij voorzitter van SYNTRA Limburg in opvolging van Marc De Hollogne.
In 2008 werd hij opgenomen in de erfelijke adel met de persoonlijke titel van baron.